# Джута
Джута (груз. ჯუთა) — село в Грузії.
За даними перепису населення 2014 року в селі проживає 26 осіб.